# Sacra di San Michele
La Sacra di San Michele (lit. «Sagrado de San Miguel») o San Michele della Chiusa (por hallarse en la comuna de Chiusa di San Michele en Turín; en piamontés, Sacra 'd San Michel o Sacra 'd San Michel ëd la Ciusa) es un complejo arquitectónico monástico erigido en la cima del monte Pirchiriano (962 m), en la desembocadura del valle de Susa (en el norte de Italia). Se encuentra en territorio del ayuntamiento de Sant'Ambrogio di Torino y pertenece a la diócesis de Susa. Es el monumento símbolo de la región del Piamonte. Reestructurado, está a cargo del cuidado de los padres rosminianos.
La Sacra de San Michele gozó del privilegio de abadía nullius, esto es, de la exención de la jurisdicción de un obispo, durante muchos siglos, hasta que fue suprimida en el año 1803 durante el período napoleónico. En 1817 fue restablecida, pero perdió este privilegio secular y se incluyó dentro de la diócesis de Susa.
En la Sacra di san Michele se inicia el llamado sentiero dei franchi («sendero de los francos»), un recorrido excursionista de fama histórica que la une con la parte alta del valle y que supuestamente habría recorrido Carlomagno.
También por la Sacra pasaba una importante ruta de peregrinación, la Vía Francígena, en su variante alpina del Val Susa que unía Mont Saint-Michel, Francia, con el Santuario de San Miguel Arcángel, cerca de Foggia. Los tres lugares sacros dedicados a san Miguel se encuentran a unos 1000 kilómetros de distancia uno del otro, alineados a lo largo de una línea recta, que idealmente prolongada también en línea recta, conduce a Jerusalén, por un lado, y por el otro al St Michael's Mount, en Cornualles (otro lugar dedicado san Miguel).
El escritor italiano Umberto Eco se inspiró en esta abadía para escribir su novela El nombre de la rosa.
En 2016, la abadía fue incluida en el bien «Paisaje cultural de los asentamientos benedictinos en la Italia medieval», recogido por Italia en su Lista Indicativa, paso previo a ser declarado patrimonio de la Humanidad.

## Historia

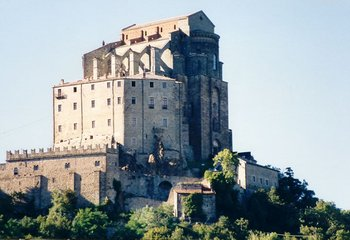
Vista del edificio

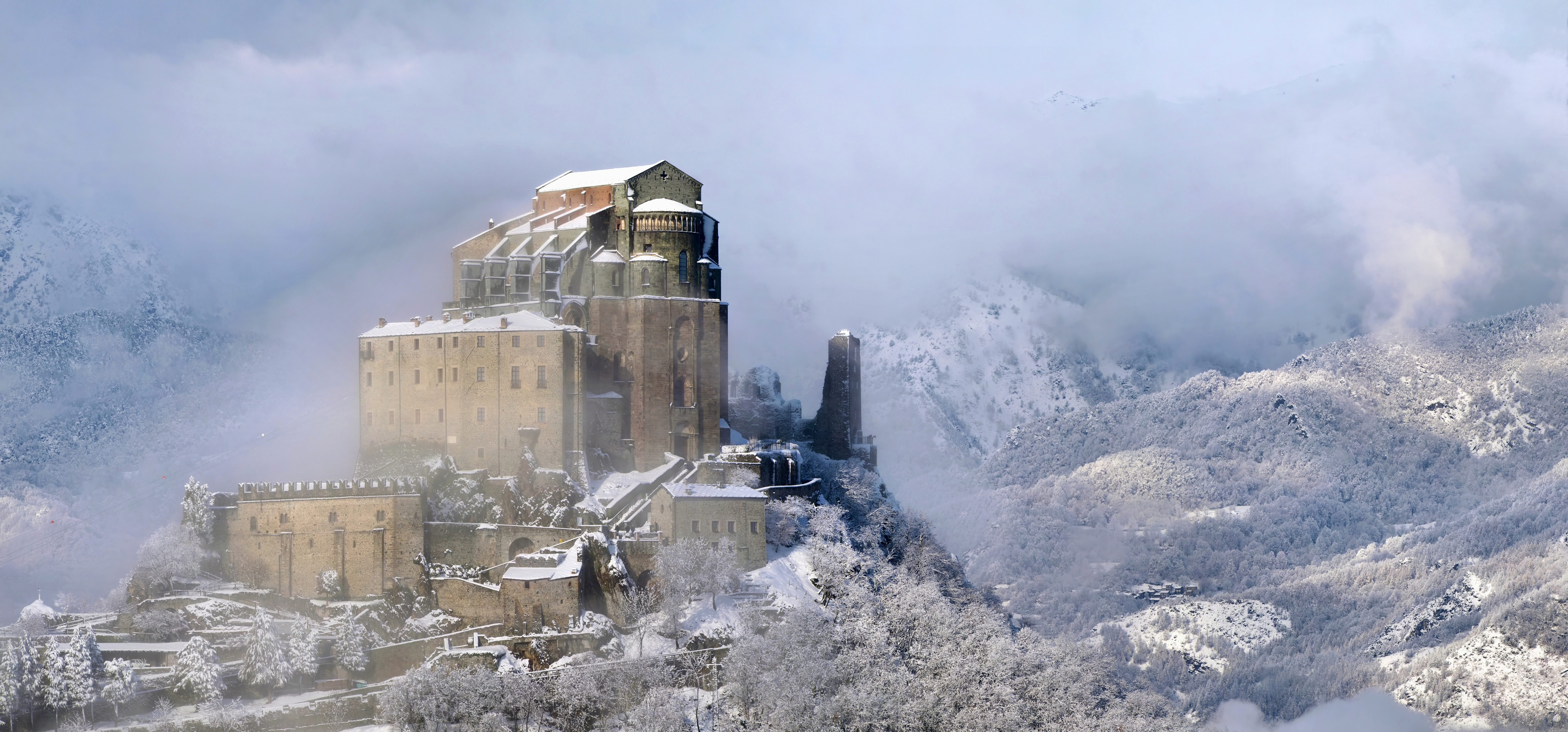
La Sacra nevada (enero de 2013)

Desde la época romana, existía una guarnición militar en este mirador para supervisar la carretera que une el valle del Po con la Galia por el valle de Susa y el paso de Montgenèvre, punto de partida de la Via Domitia al valle de la Durance. Una ruta menos transitada permitió el acceso al valle de Maurienne a través del paso de Fréjus.
Los sarracenos se asientan en Fraxinet. Plantean amenazas en las carreteras de los Alpes. Arduin Glaber, habiendo expulsado a los sarracenos del valle de Susa conquistó Turín, luego fue nombrado marqués de Turín en 942.
La abadía probablemente fue fundada alrededor de 983-987 por Hugues de Montboissier el Decousu con el apoyo de la familia Arduin cerca de una antigua capilla construida por el ermitaño Jean Vincent. Obtuvo un privilegio del obispo de Turín, Amizon, para futuros monjes. 
La Sacra vivió su florecimiento en los siglos XI y XII, ya que se encuentra en el cruce de tres caminos de peregrinación medievales: la Vía Francígena, de Canterbury a Roma, el Camino de Santiago y el camino de San Miguel, desde el monte Saint-Michel en Bretaña (Francia), hasta el monte Sant'Angelo, en la región de Apulia (Italia). Aún hoy llegan peregrinos de todo el mundo, que aprovechan la hospitalidad de los monjes y encuentran en este lugar un centro de espiritualidad muy especial.
En el siglo XX se dio a conocer la Sacra di San Michele en todo el mundo gracias a la novela El nombre de la rosa, de Umberto Eco, el cual se inspiró en este impresionante monasterio para escribir su obra. A pesar de la imponencia de la abadía de la Sacra, la película se rodó en el monasterio cisterciense de Eberbach (Alemania), mucho más accesible.

## Arquitectura
Saint-Michel de la Cluse, una de las abadías benedictinas más famosas, es hoy uno de los conjuntos arquitectónicos más importantes de la época románica presente en Europa.
La estructura arquitectónica de la abadía es bastante especial. Las escarpadas masas rocosas de la montaña vienen a mezclarse con el conjunto que consta del sótano, los escalones y los contrafuertes de retención para formar un solo cuerpo.
La particularidad de esta abadía, además de su arquitectura exterior, es que se organiza alrededor de una escalera central llamada Escalera de los Muertos, donde una vez fueron enterrados los ilustres habitantes del monasterio. Hoy solo quedan cinco tumbas. Esta escalera termina, en su punto más alto, en el Portal del Zodiaco.

## Galería fotográfica

Vistas lejanas
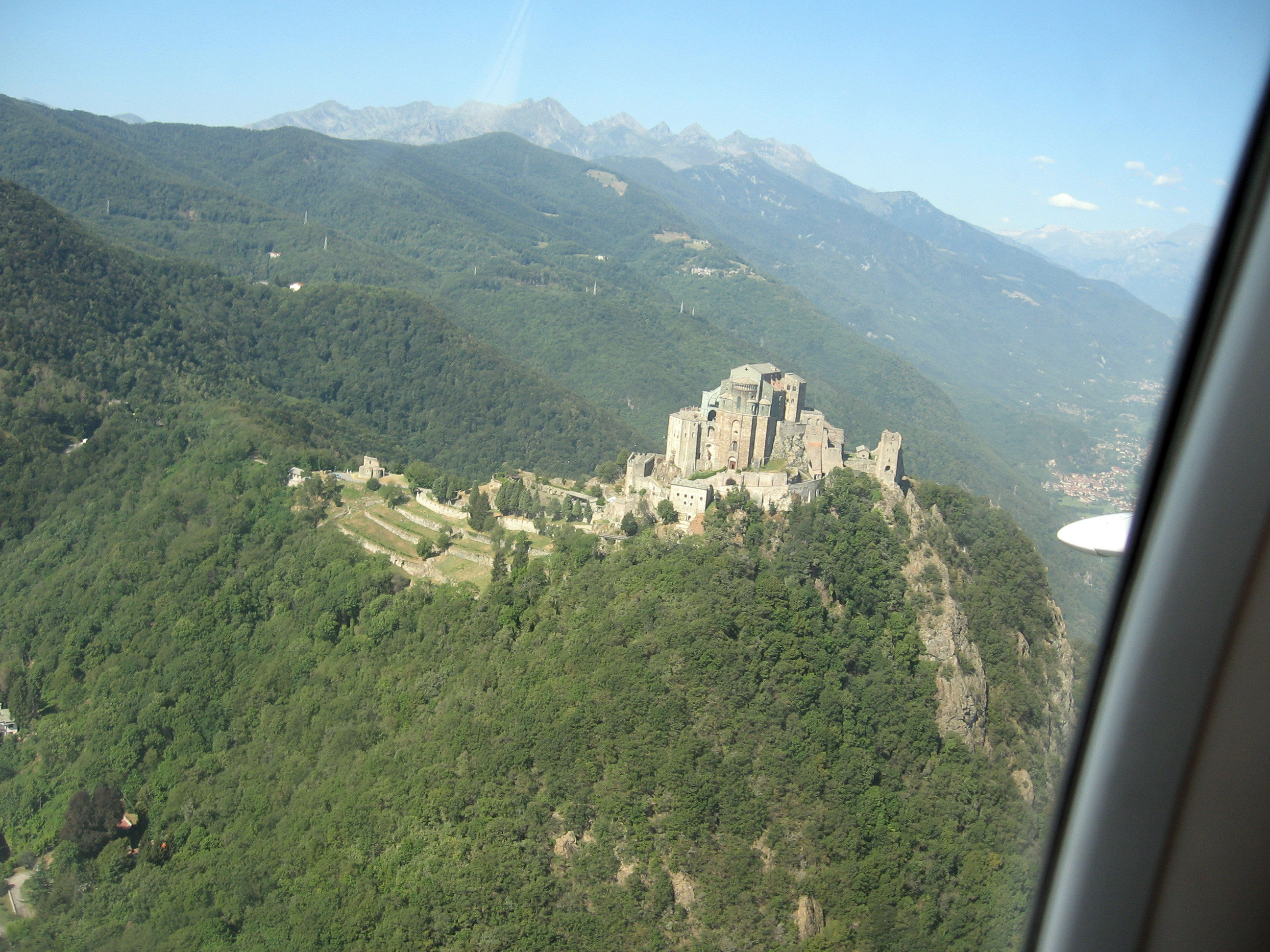
Vista aérea frontal
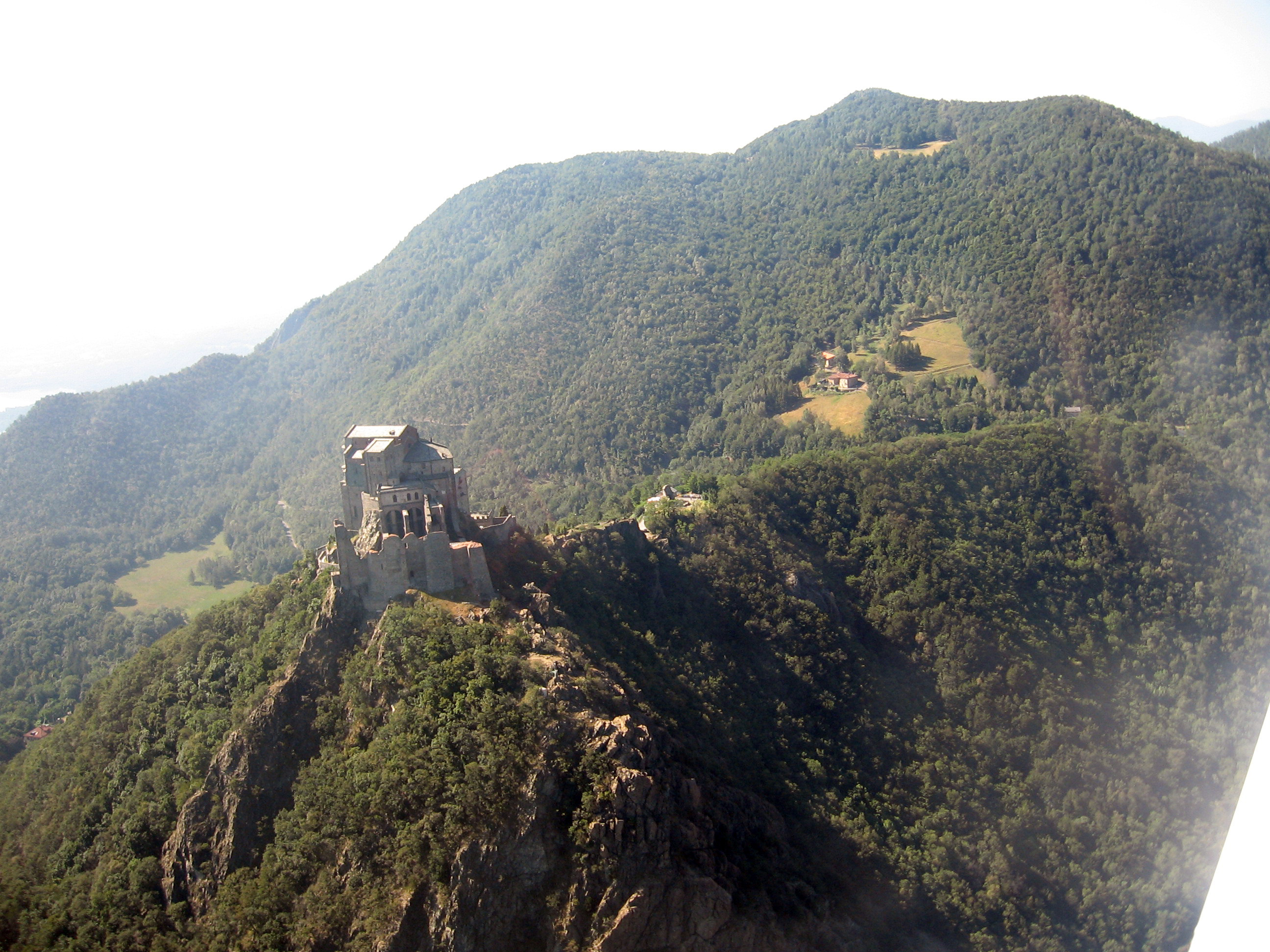
Vista aérea lateral
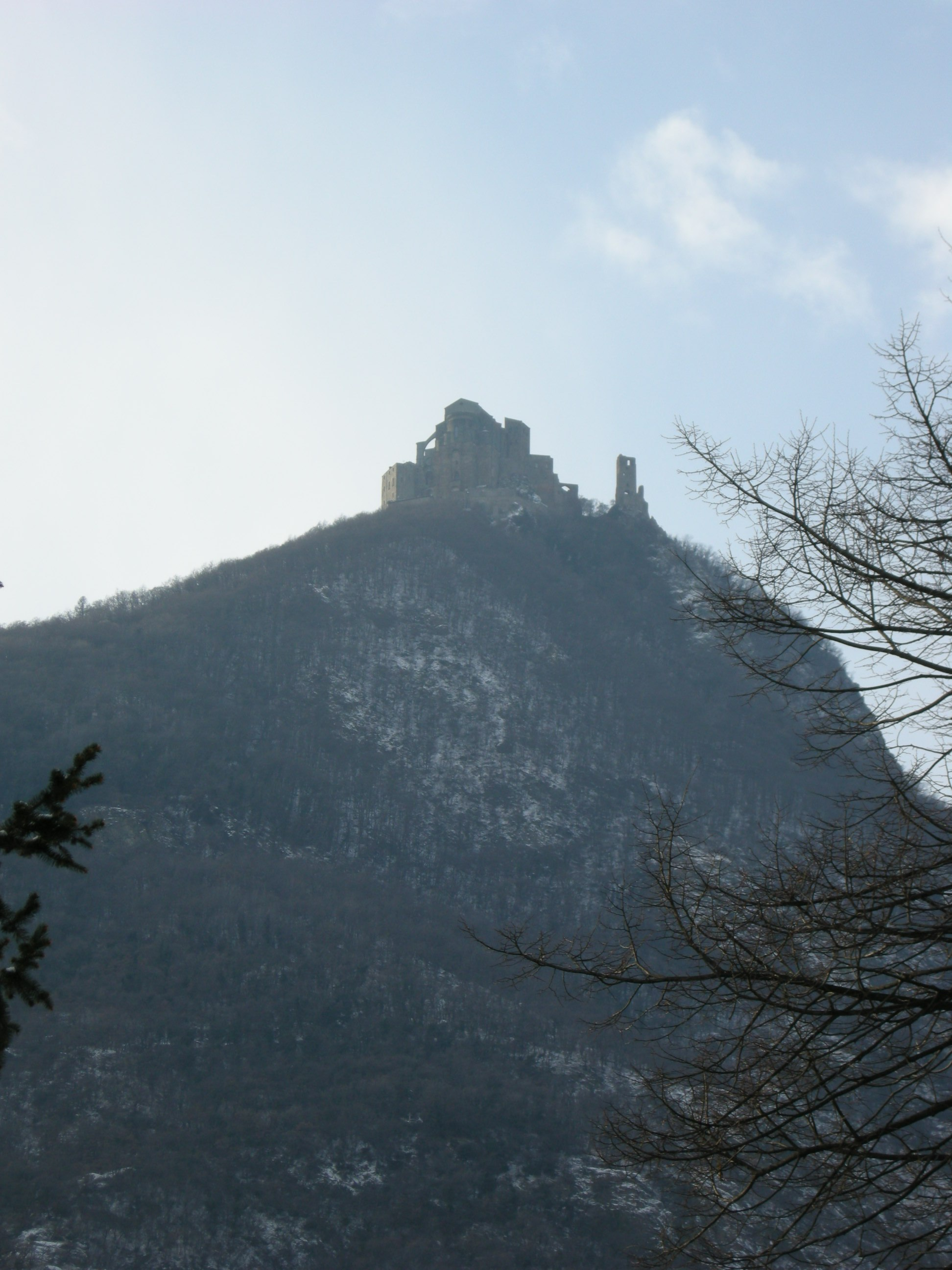
Vista del valle
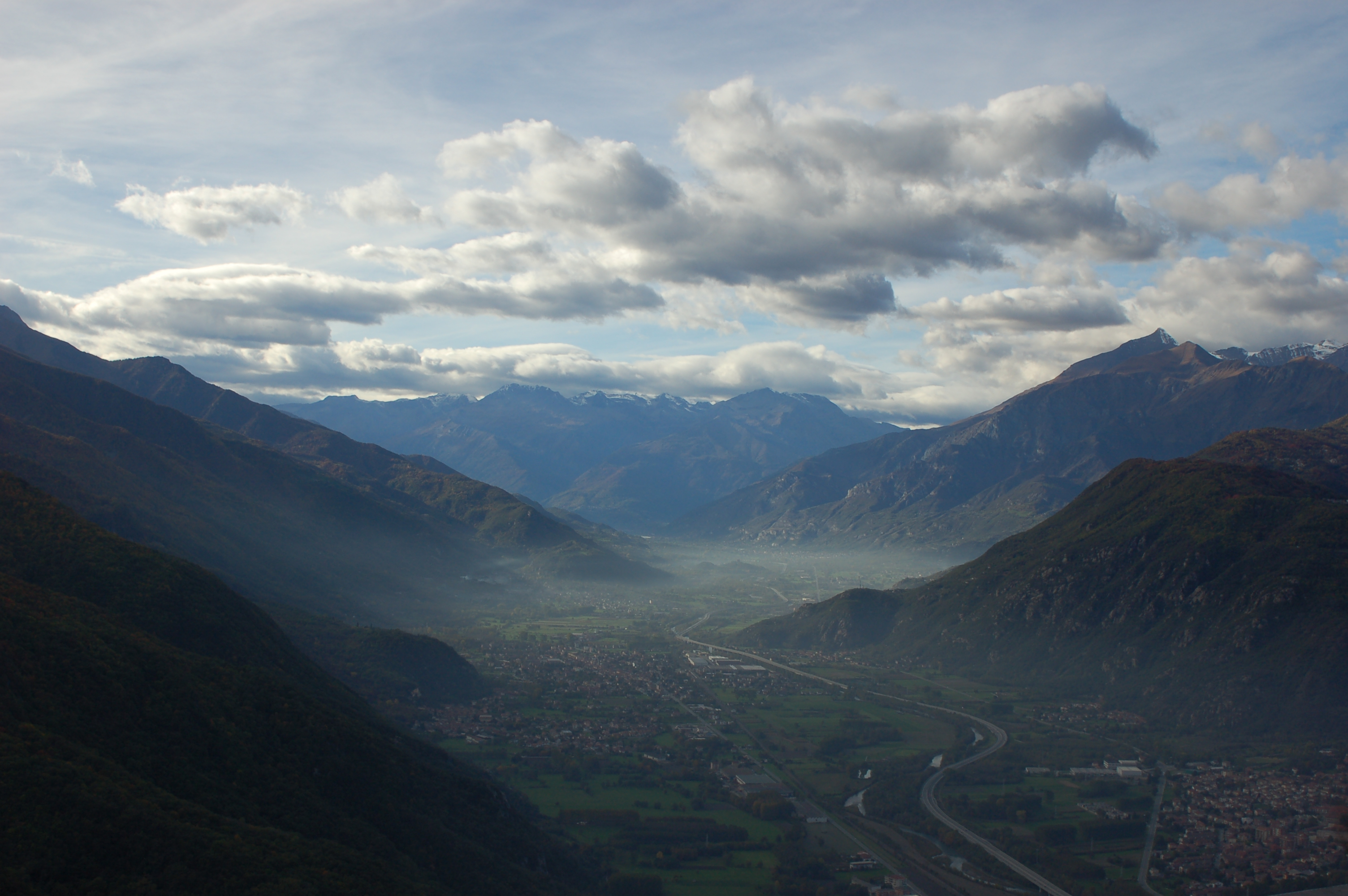
Vista del Val Susa desde la Sacra

Vistas interiores
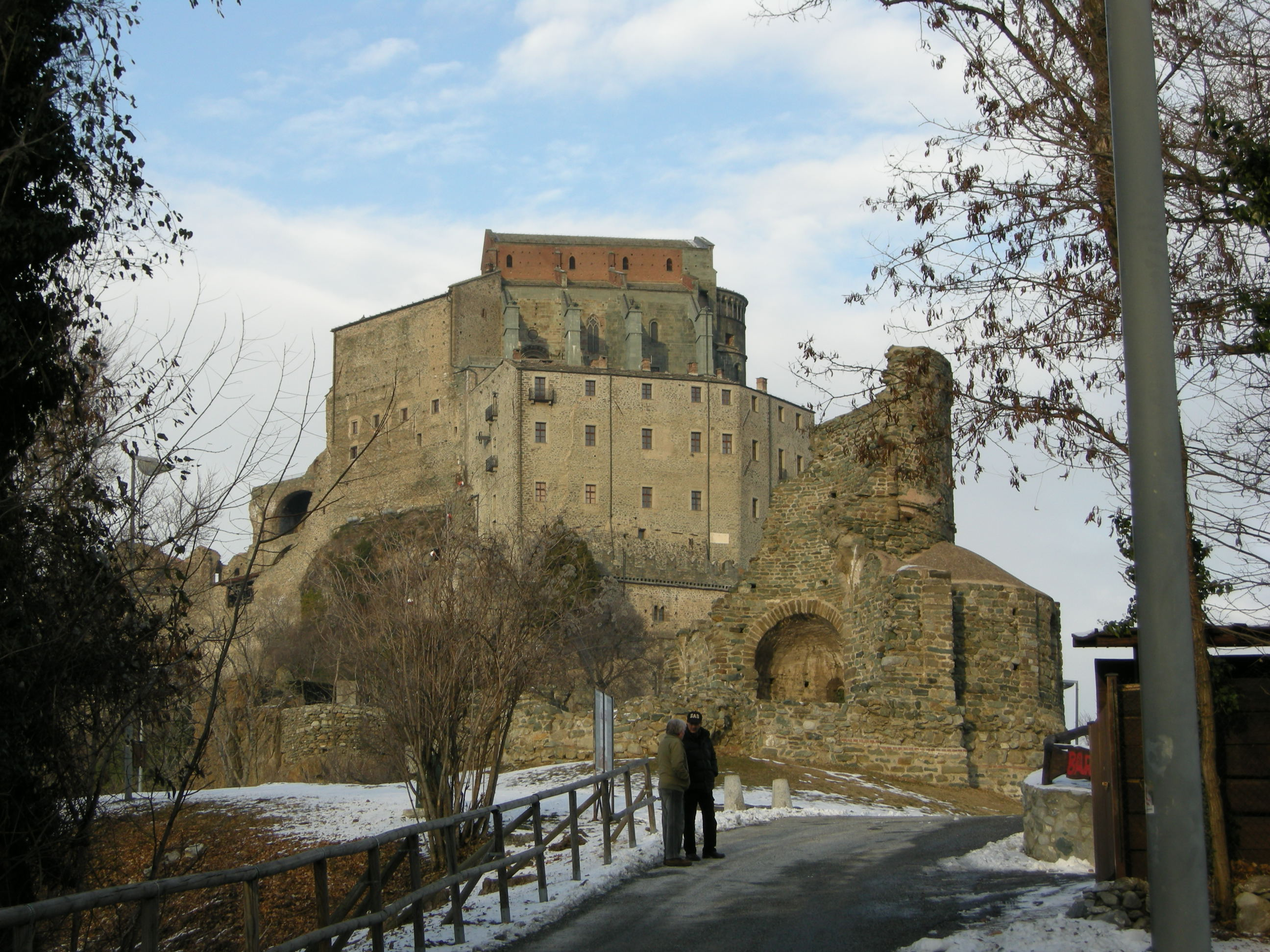
Vista del conjunto
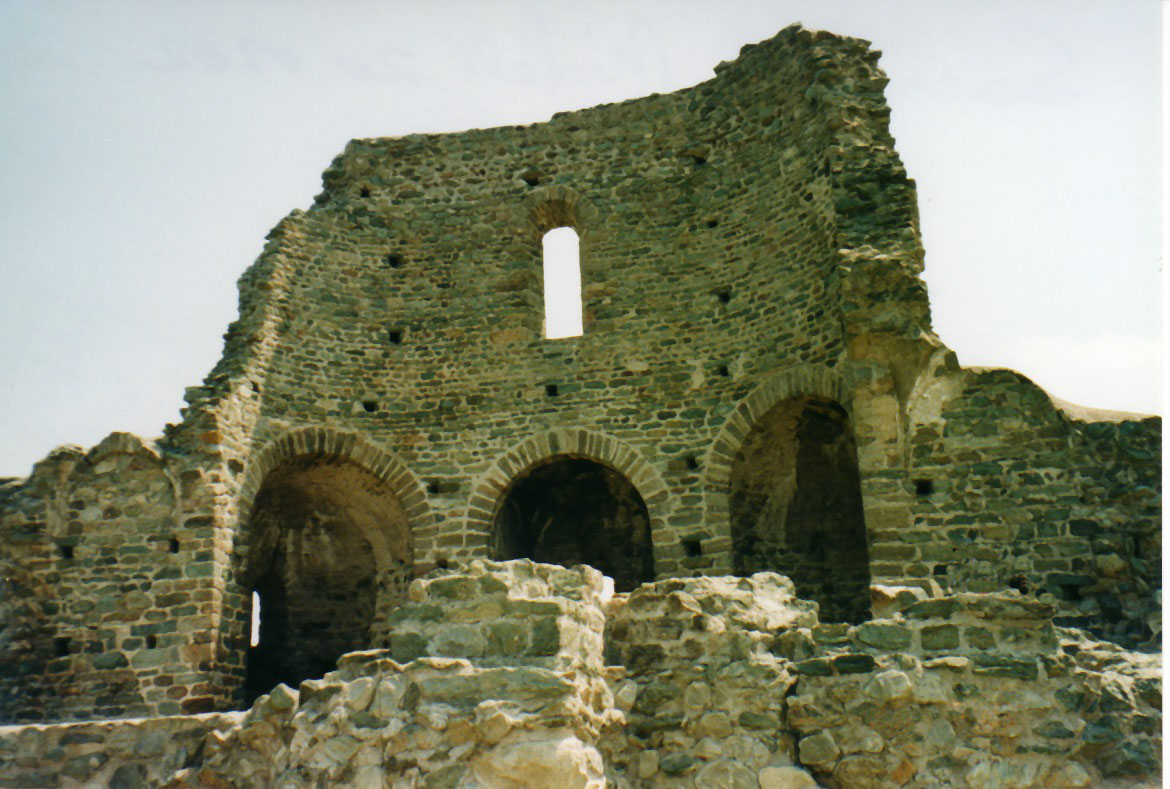
Sepulcro de los monjes, hoy en ruinas
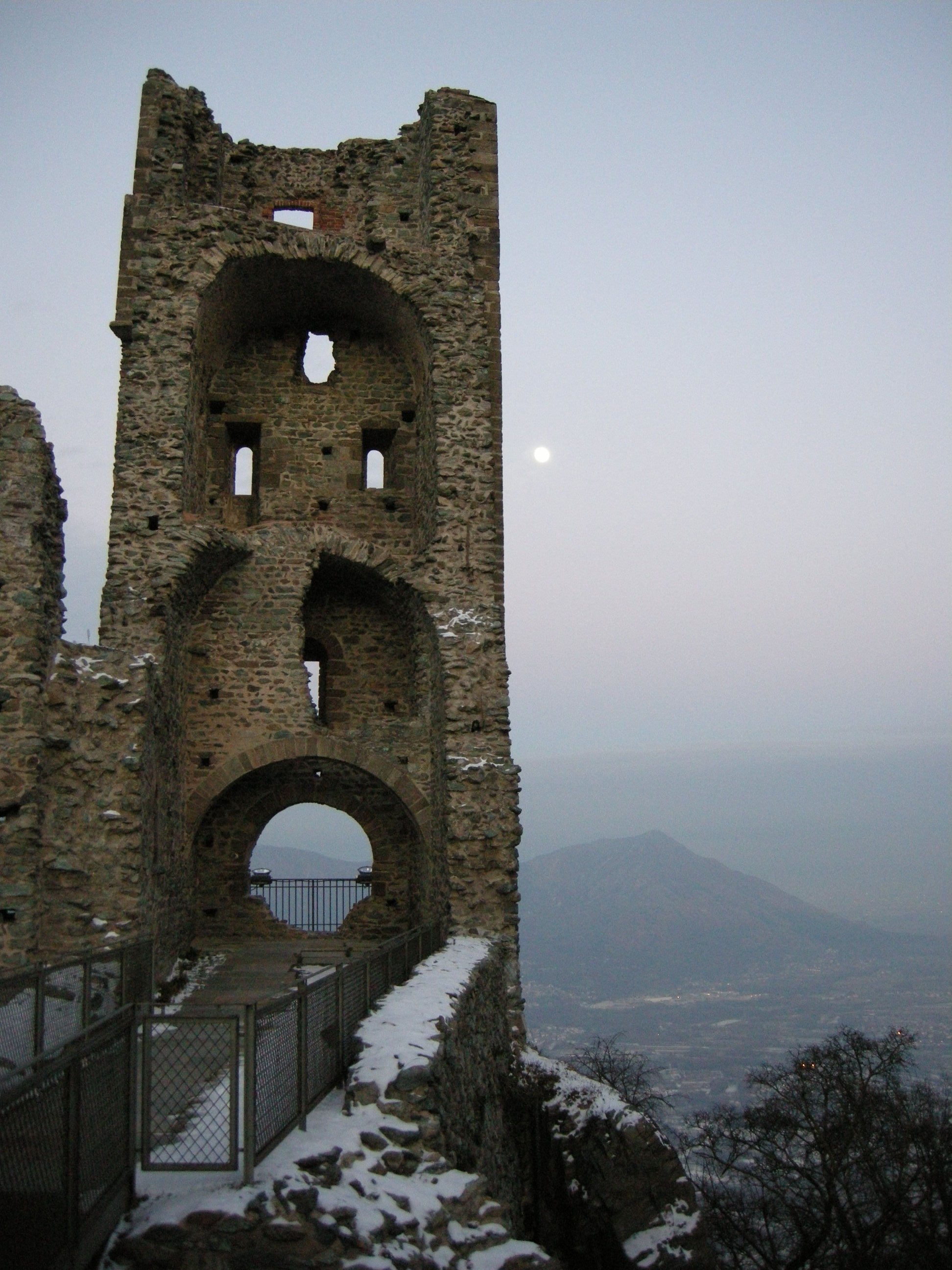
La Torre de la Bell'Alda

Detalles
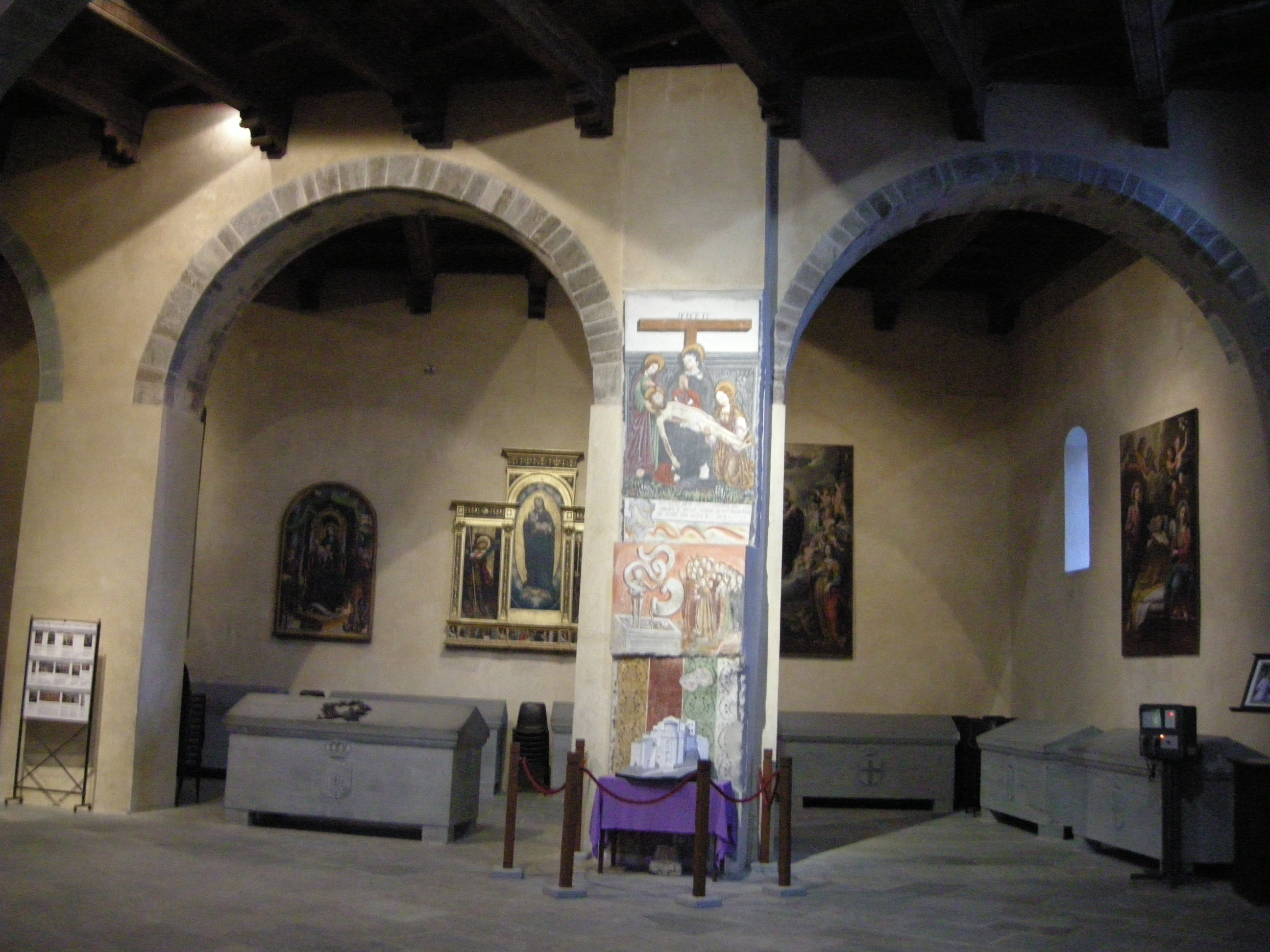
Il Coro Vecchio rodeado de preciosas pinturas, incluyendo el Trittico di Defendente Ferrari (1520 circa), y tumbas de algunos príncipes de Saboya
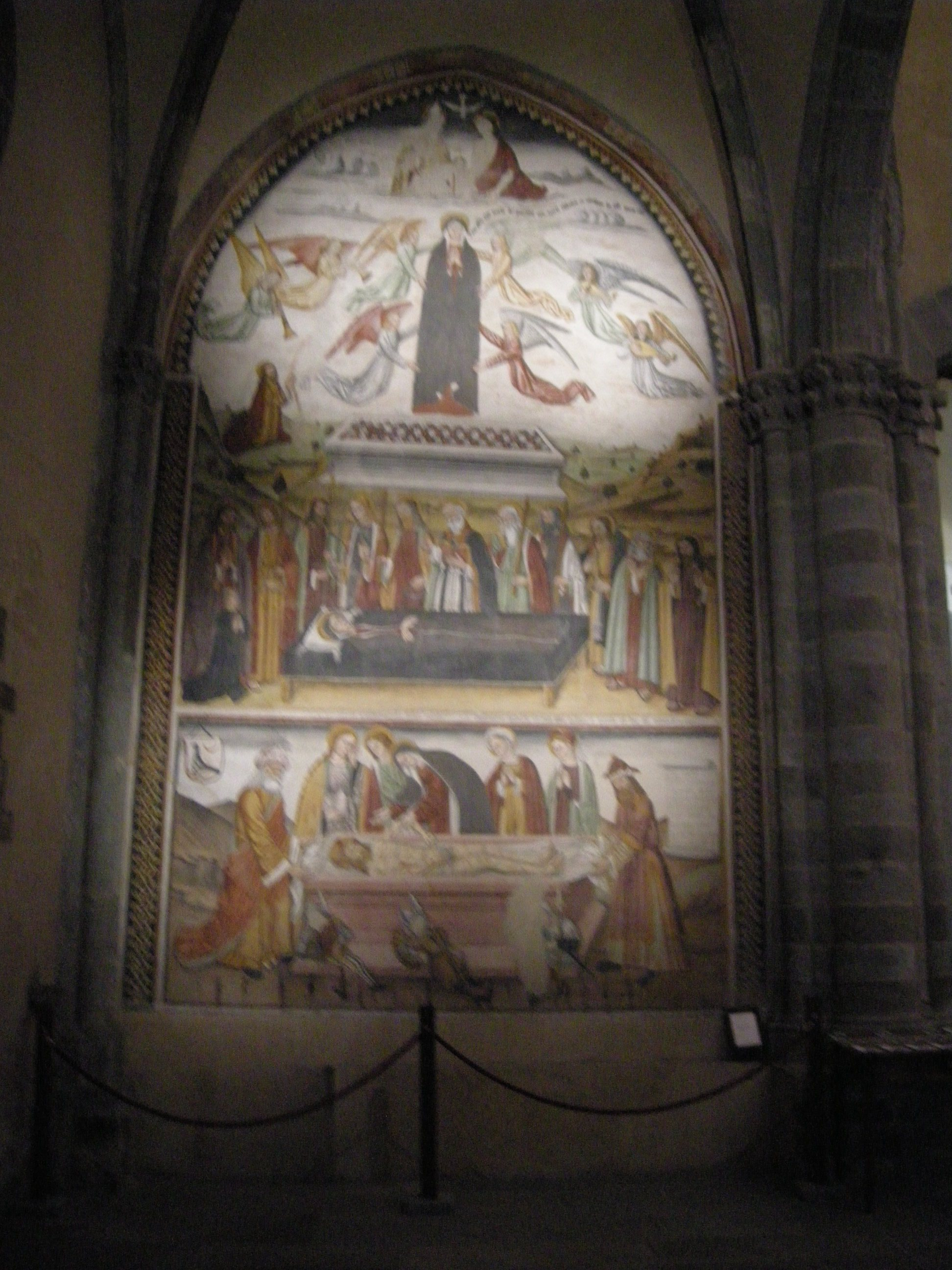
Grande affresco dell'Assunzione (1505), de Secondo Delbosco di Poirino
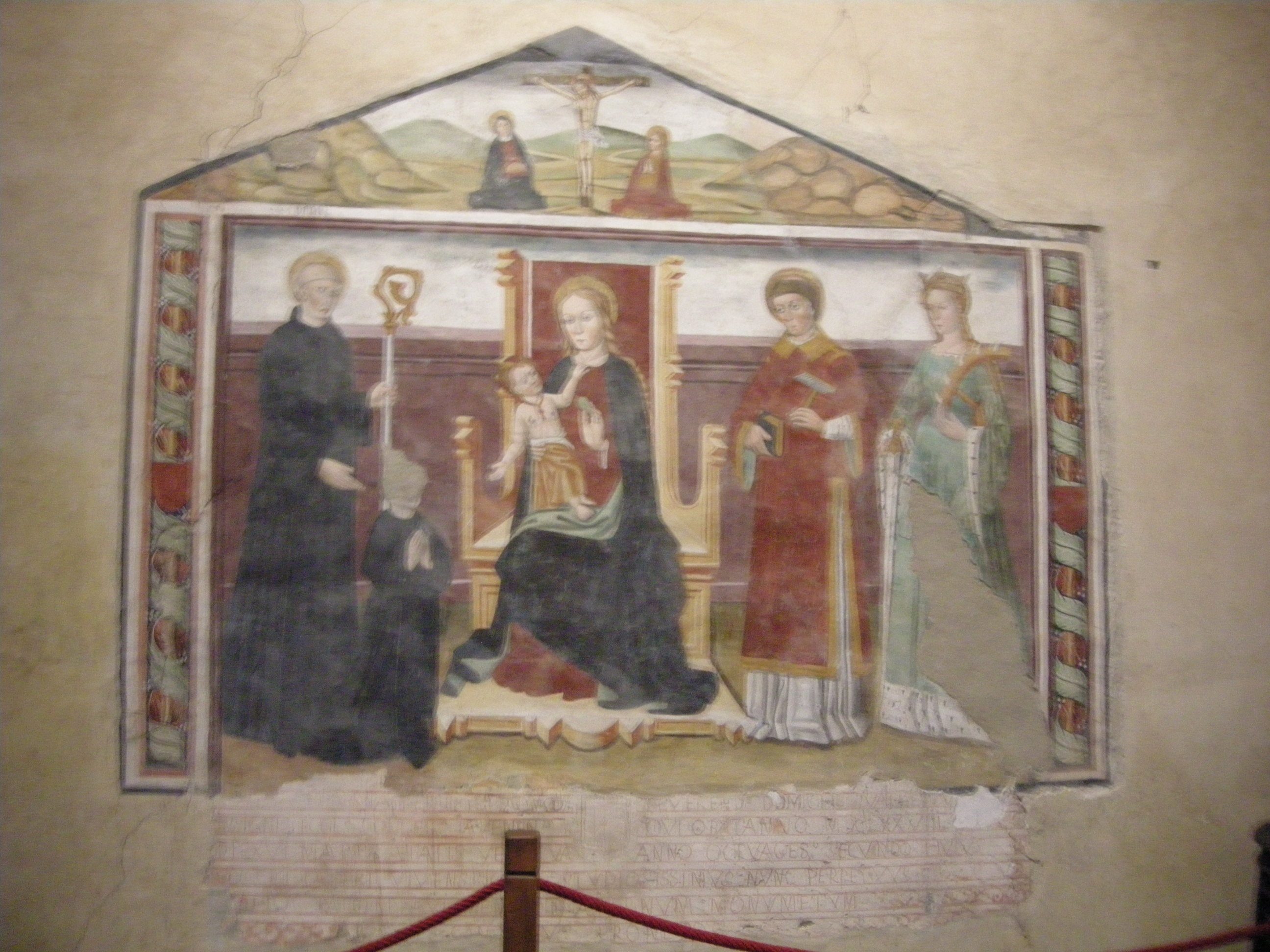
La Madonna della Pera (fin Quattrocento - inicio Cinquecento), de Secondo Delbosco di Poirino y su taller
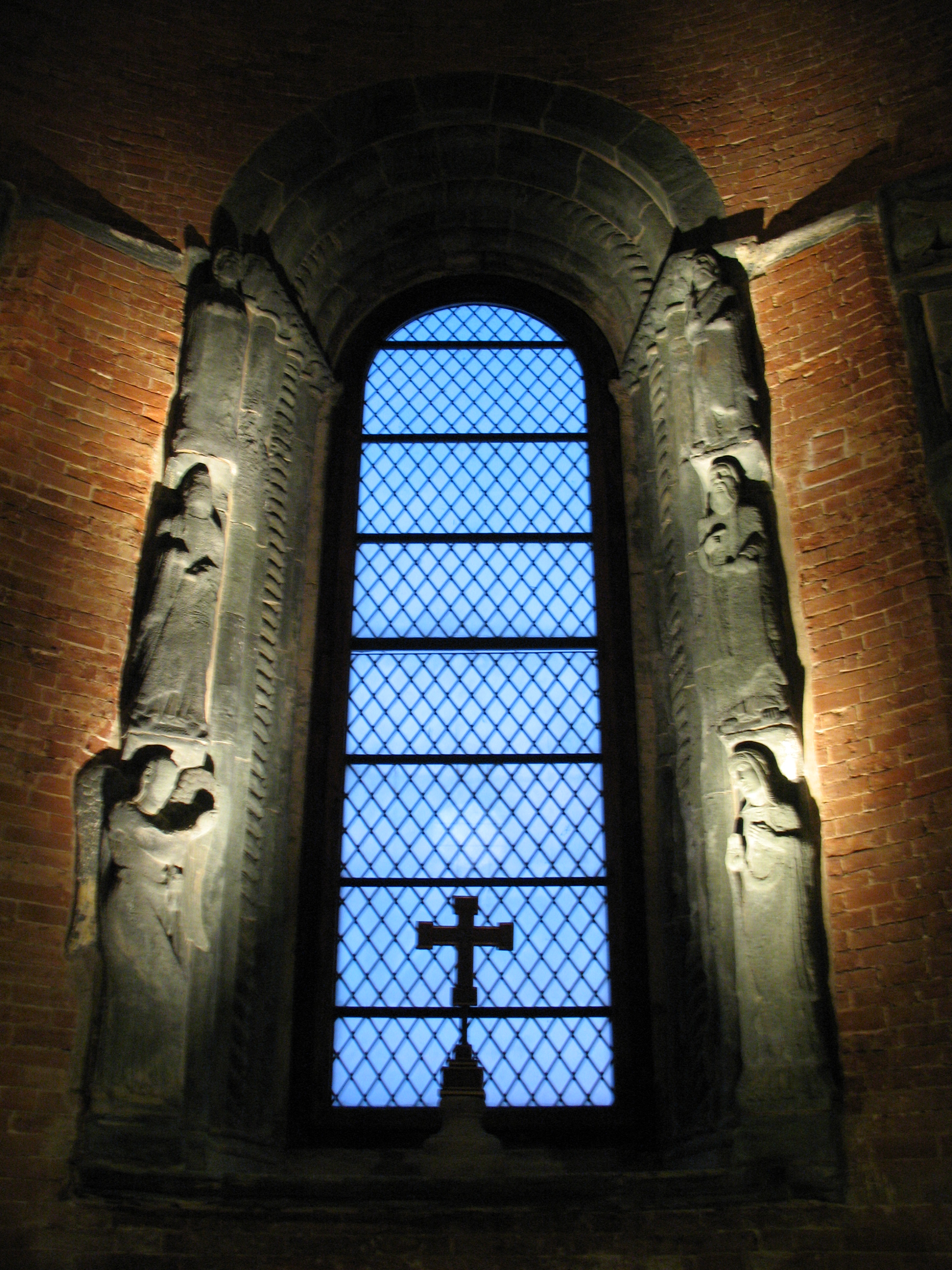
Vitrales del altar
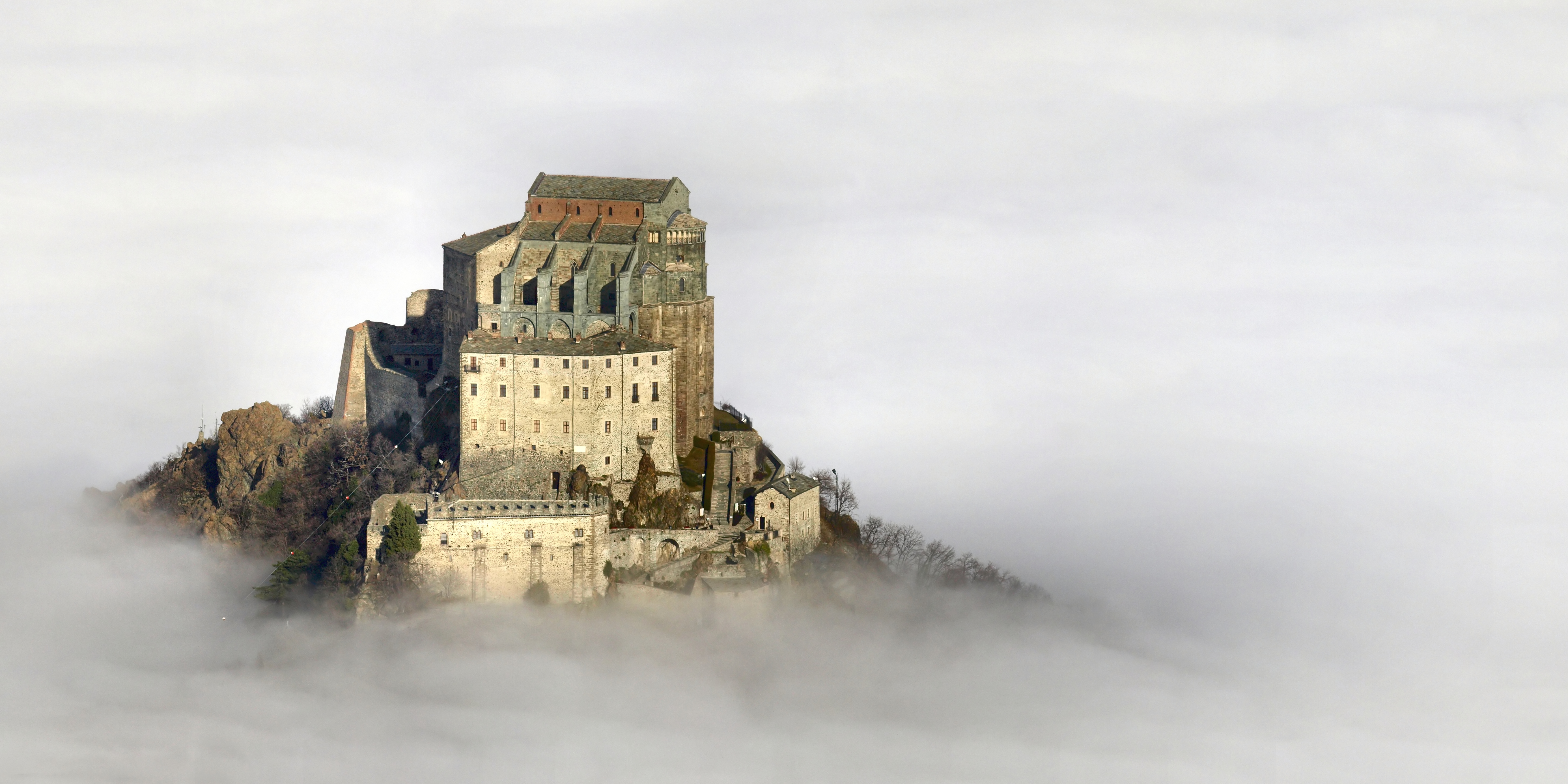
Edificio entre nubes bajas